# Bernini (cràter)
Bernini és un cràter d'impacte en el planeta Mercuri de 172 km de diàmetre. Porta el nom del escultor italià Gian Lorenzo Bernini (1598-1680), i el seu nom va ser aprovat per la Unió Astronòmica Internacional el 1976.